# Orthotylinae
Orthotylinae es una subfamilia de hemípteros heterópteros perteneciente a la familia Miridae.

## Tribus
- Coridromiini
- Halticini
- Nichomachini
- Orthotylini